# Jin Ling

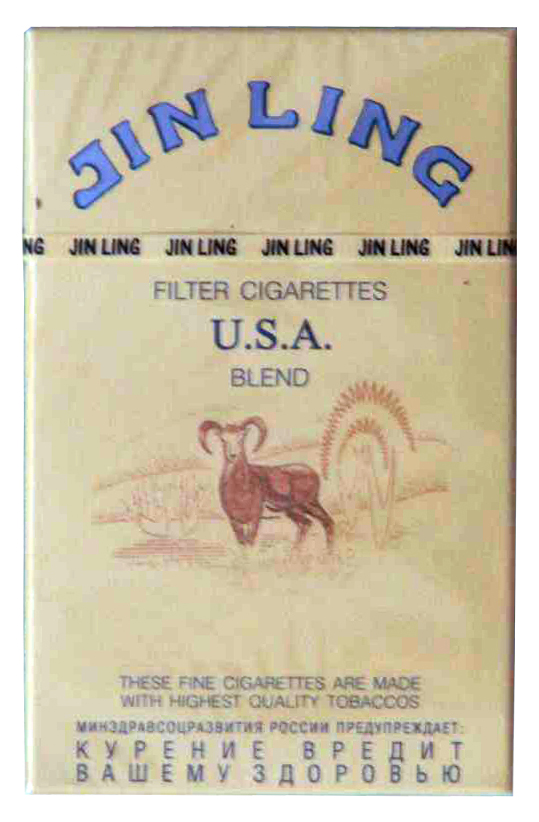
Jedna z verzí krabičky cigaret Jin Ling

Jin Ling je ruská, původně čínská značka cigaret. V obnovené ruské verzi je značka jako první navržená výhradně k pašování a je celními správami EU nejčastěji zadržovaná. Vyrábí se v Rusku, na Ukrajině a frančízově i v Moldavsku. Cigarety jsou vyráběny legálně, ale výhradně pro nelegální trhy EU za účelem obejít vysoké daně z cigaret, tzn. relativně snadno je lze nelegálně koupit např. v Česku, zatímco v Rusku vůbec. Ústřední firma sítě továren vyrábějících Jin Ling sídlí v Kaliningradu a jmenuje se Балтийская табачная фабрика (Baltic Tobacco Factory, Baltský tabákový závod).

## Historie
Cigarety původně vyráběla státní čínská firma Nanjing Tobacco Company, přičemž Jin Ling je staré jméno města Nanking. Čína vyměňovala tyto cigarety za ruské strojní zařízení. Potom, co tento obchod skončil, byla značka znovu uvedena na trh až Baltským tabákovým závodem v roce 1997.
V této novodobé historii jsou cigarety vyráběny legálně, ale výhradně pro nelegální trhy EU za účelem obejít vysoké daně z cigaret. Směřují na východ Evropy, ale většina jich po otevření hranic po rozšíření EU ilegálně putuje dále do zbytku Evropy, především pak do Německa a Velké Británie. Tam byli k roku 2009 dokonce tak populární, že už se objevily jejich falzifikáty z Asie. Jejich prodeji se daří především v chudých regionech a státní orgány se snaží prodej a někdy i nákup postihovat jakožto daňový únik.

## Popis
Design krabičky je rozvržením, barvou a písmem podobný cigaretám Camel, místo velblouda je pak vyobrazeno zvíře podobné kamzíkovi bělákovi nebo muflonovi. Kuřáci hodnotí kvalitu těchto cigaret jako slušný průměr, poměr kvalita/cena hodnotí vzhledem k nízké ceně jako vynikající.